# Robert Blum (politico)
Robert Blum (Colonia, 10 novembre 1804 – Brigittenau, 9 novembre 1848) è stato un politico tedesco  di ideali democratici ed egualitari.

## Biografia
Di umili origini, fu uno dei più noti oppositori dell'etnocentrismo prussiano (in particolare di Wilhelm Jordan), arrivando a sostenere che al mondo nessuno debba avere potere su qualcun altro. Fiero oppositore dell'antisemitismo, convinto cattolico e sostenitore della parità dei sessi, compose nel 1836 il dramma Die Befreiung von Candia.
Nel 1843 fondò gli almanacchi politici Vorwärts, di ispirazione liberale; nel 1847 divenne editore autonomo. Nel 1848 si impose come capo dei democratici in Sassonia, venendo eletto al Parlamento di Francoforte per Lipsia. Quando il 6 ottobre 1848 Vienna diede inizio ad una rivolta filoungherese, Blum si recò ad aiutare i rivoluzionari, ma, sconfitto da Alfred von Windisch-Graetz, venne fatto fucilare per ordine del generale austriaco.